# Wilfred Shine
Wilfred Shine (12 de julho de 1863 – 14 de março de 1939) foi um ator britânico. Ele era o pai do também ator Bill Shine.

## Filmografia selecionada
- The Burgomaster of Stilemonde (1929)
- The Lady from the Sea (1929)
- Under the Greenwood Tree (1929)
- The Loves of Robert Burns (1930)
- The Bells (1931)
- The Hound of the Baskervilles (1932)